# Otillåtet spel och olämpligt uppträdande (fotboll)

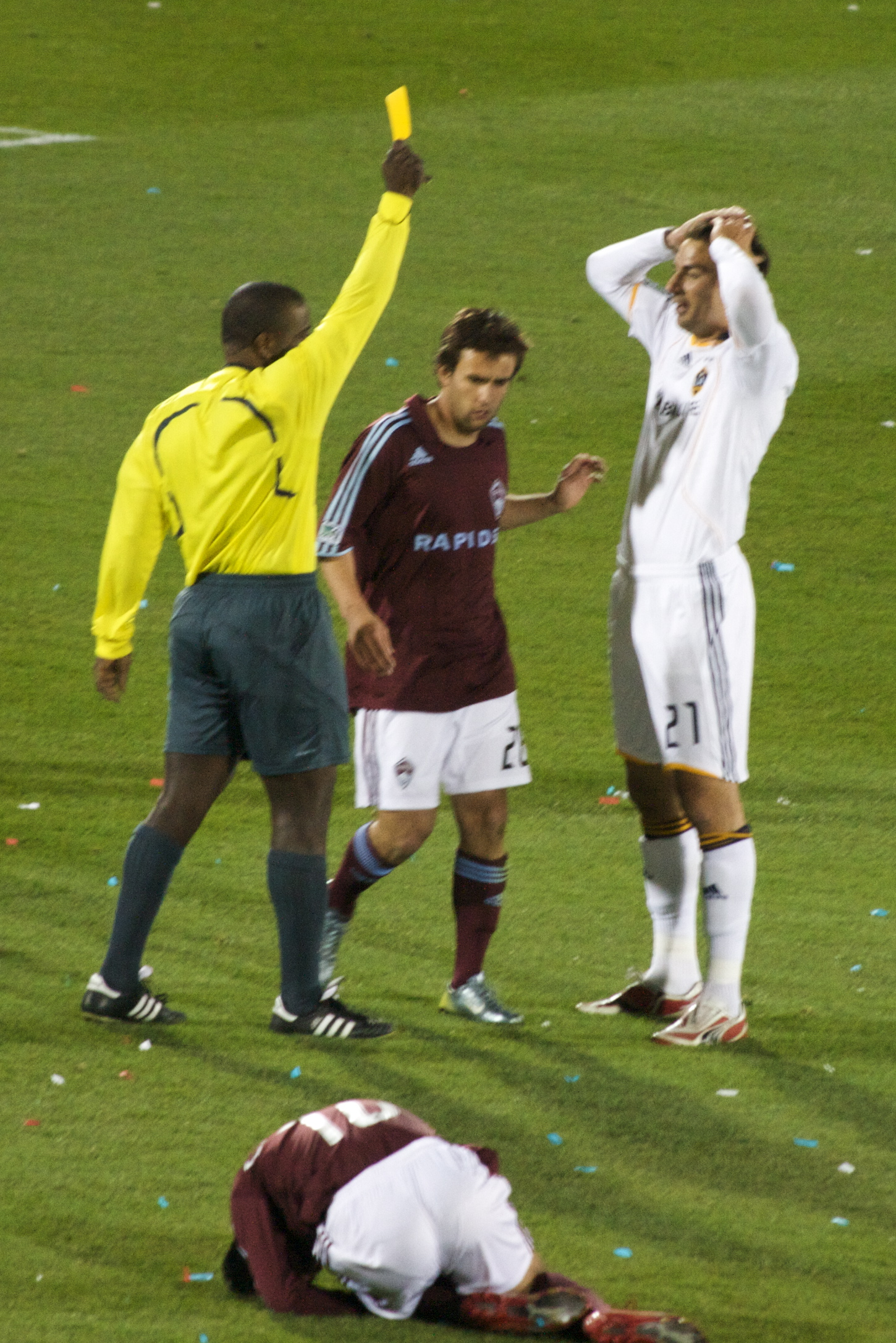
Domaren utdelar en varning (gult kort) till en spelare efter att han fällt en motspelare.

Otillåtet spel och olämpligt uppträdande är en regel inom fotboll som beskriver vad som utgör regelbrott i spel och uppträdande samt då dessa skall rendera direkt eller indirekt frispark samt straffspark. Regeln beskriver dessutom vilka ytterligare disciplinära bestraffningar som skall utdömas i form av gult respektive rött kort vid dessa regelbrott. I de befintliga 17 fotbollsreglerna har regeln för otillåtet spel och olämpligt uppträdande ordningstalet tolv (12).

## Historik
De fotbollsregler som gäller idag härstammar från den första uppsättningen med 14 regler som det engelska fotbollsförbundet, Football Association, gav ut den 8 december 1863. Förbundet bestod av 13 Londonklubbar som ville skapa enhetliga regler för fotboll som spelades i många lokala varianter över hela landet. 

## Nuvarande regel
Den nuvarande regeln för otillåtet spel och olämpligt uppträdande lyder i sammandrag
En direkt frispark tilldöms motståndarlaget om en spelare begår någon av följande sju regelbrott på ett sätt som av domaren anses vara
oaktsamt, vårdslöst eller utfört med överdriven kraft:
- sparkar eller försöker sparka en motspelare
- fäller eller försöker fälla en motspelare
- hoppar mot en motspelare
- angriper en motspelare
- slår eller försöker slå en motspelare
- knuffar en motspelare
- tacklar en motspelare

Ytterligare skäl för direkt frispark är att hålla fast eller spotta på motspelare samt för hands.
Om bollen är i spel och spelaren är innanför eget straffområde döms straffspark i stället för direkt frispark. 
En indirekt frispark tilldöms motståndarlaget om målvakten, innanför sitt eget straffområde,
- har bollen under kontroll med händerna i mer än sex sekunder innan hen släpper den
- vidrör bollen igen med händerna efter att hen släppt den och bollen inte vidrört någon annan spelare
- vidrör bollen med händerna efter att den blivit avsiktligt sparkad till hen av en medspelare
- vidrör bollen med händerna efter att fått den direkt från ett inkast utfört av en medspelare

En indirekt frispark tilldöms även motståndarlaget om en spelare:
- spelar på ett farligt sätt
- hindrar en motspelares förflyttning
- förhindrar målvakten från att spela ut bollen med händerna
- varnas eller visas ut, om spelet stoppats för detta och inget annat sägs ovan

En spelare ska varnas och visas det gula kortet om hen begår någon av följande sju förseelser:
- olämpligt uppträdande
- avvikande mening med ord eller handling
- upprepade regelbrott
- fördröjande av spelets återupptagande
- underlåtenhet att inta korrekt avstånd när spelet återupptas med hörnspark, frispark eller inkast
- inträde eller återinträde på spelplanen utan domarens tillstånd
- avsiktligt lämna spelplanen utan domarens tillstånd

En spelare ska utvisas (rött kort) om hen begår någon av följande sju förseelser:
- allvarligt otillåtet spel
- våldsamt eller obehärskat uppträdande
- spotta på en motspelare eller någon annan person
- förhindra ett mål eller en klar målchans för motståndarlaget genom att avsiktligt beröra bollen med händerna (gäller ej målvakten inom hens eget straffområde).
- förhindra en klar målchans för en motspelare som rör sig mot spelarens mål genom en förseelse som bestraffas med frispark eller straffspark
- använda stötande, förolämpande eller smädligt språk och/eller gester
- få en andra varning i samma match

Även ersättare eller ersatt spelare kan visas gult eller rött kort för en del av dessa förseelser.

### Tolkning
Mer detaljerade tolkning och riktlinjer följer i separat avsnitt, till exempel vad gäller målfirande, tackling, fasthållning och hands. Kompletterande anvisningar för bedömning av hands kom inför seriestarten 2019. Dessa saknas alltså i ordinarie svenska regelutgåva 2019